# Střela (řeka)
Střela (německy Schnella) je řeka v západních Čechách známá především svým hlubokým kaňonovitým údolím. Délka toku činí 101,6 km. Plocha povodí měří 921,8 km².

## Název
Název řeky je údajně odvozen z pověsti, podle které kníže zastřelil havrana, jehož hejno rušilo knížecí družinu při lovu. V havranově žaludku se ukrýval očarovaný drahokam, pomocí něhož jakýsi cizinec zničil havraní hejno, které svou magickou mocí zaklelo hrad na vysoké skále nad řekou. Na připomínku události byl hrad pojmenován Havraní kámen (německy Rabenstein) a řeka podle knížecího šípu Střela. V minulosti byly používány také názvy Lososnice, Sagitta (Šíp, Šipka), Schipka, Schinka a Schnella.[zdroj⁠?!]

## Průběh toku

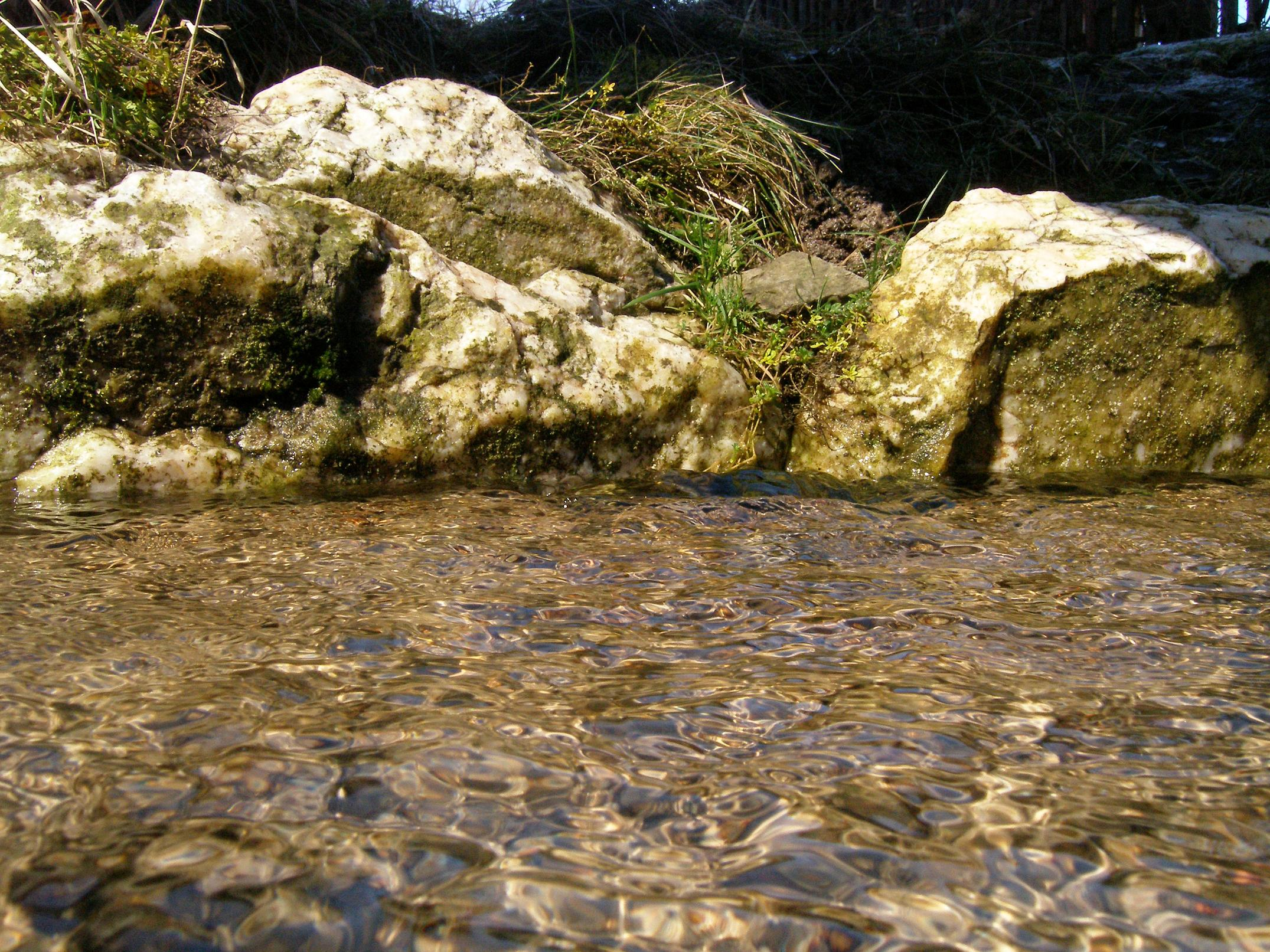
Pramen Střely (dolní)

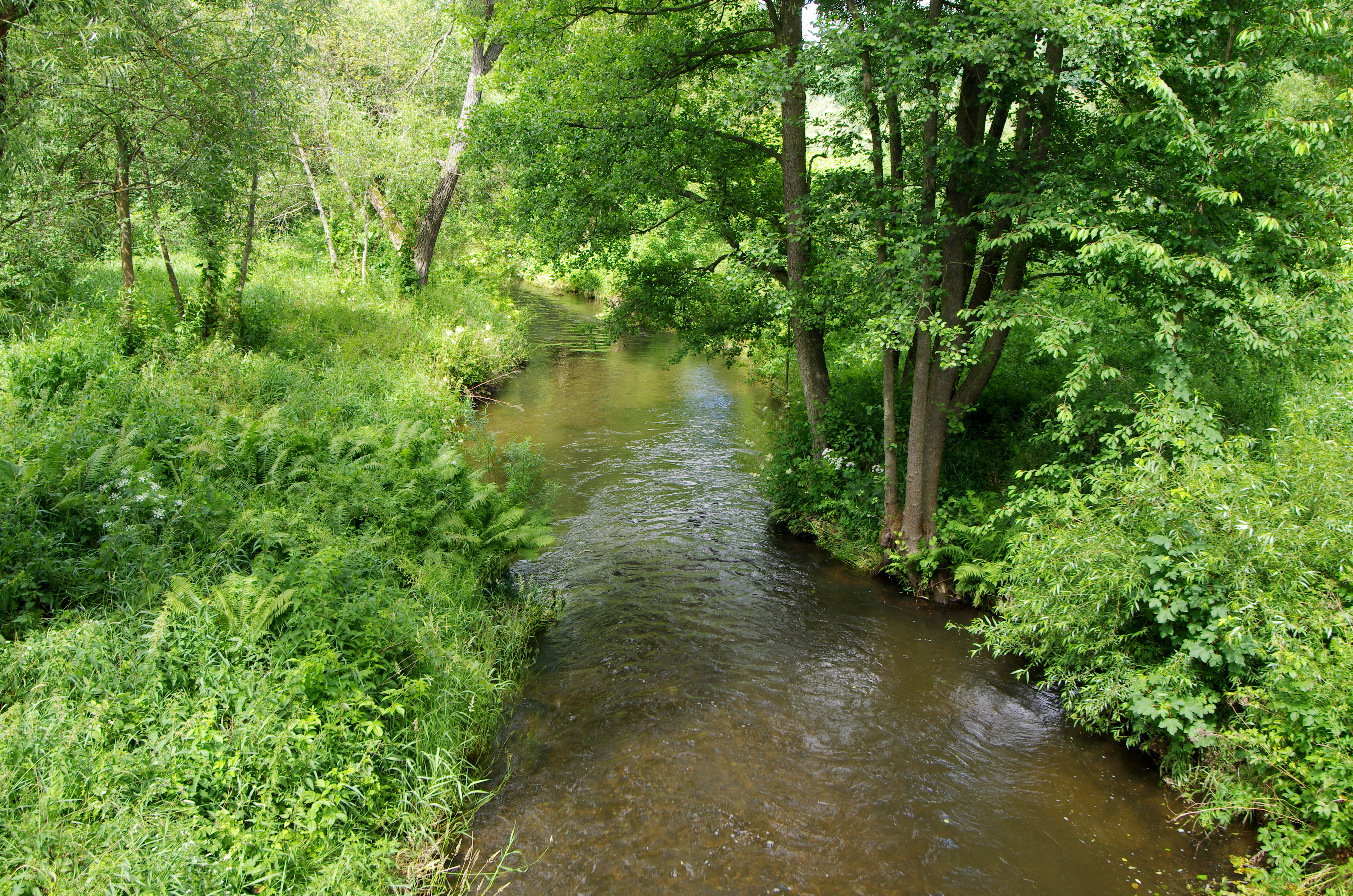
Řeka u Žlutic

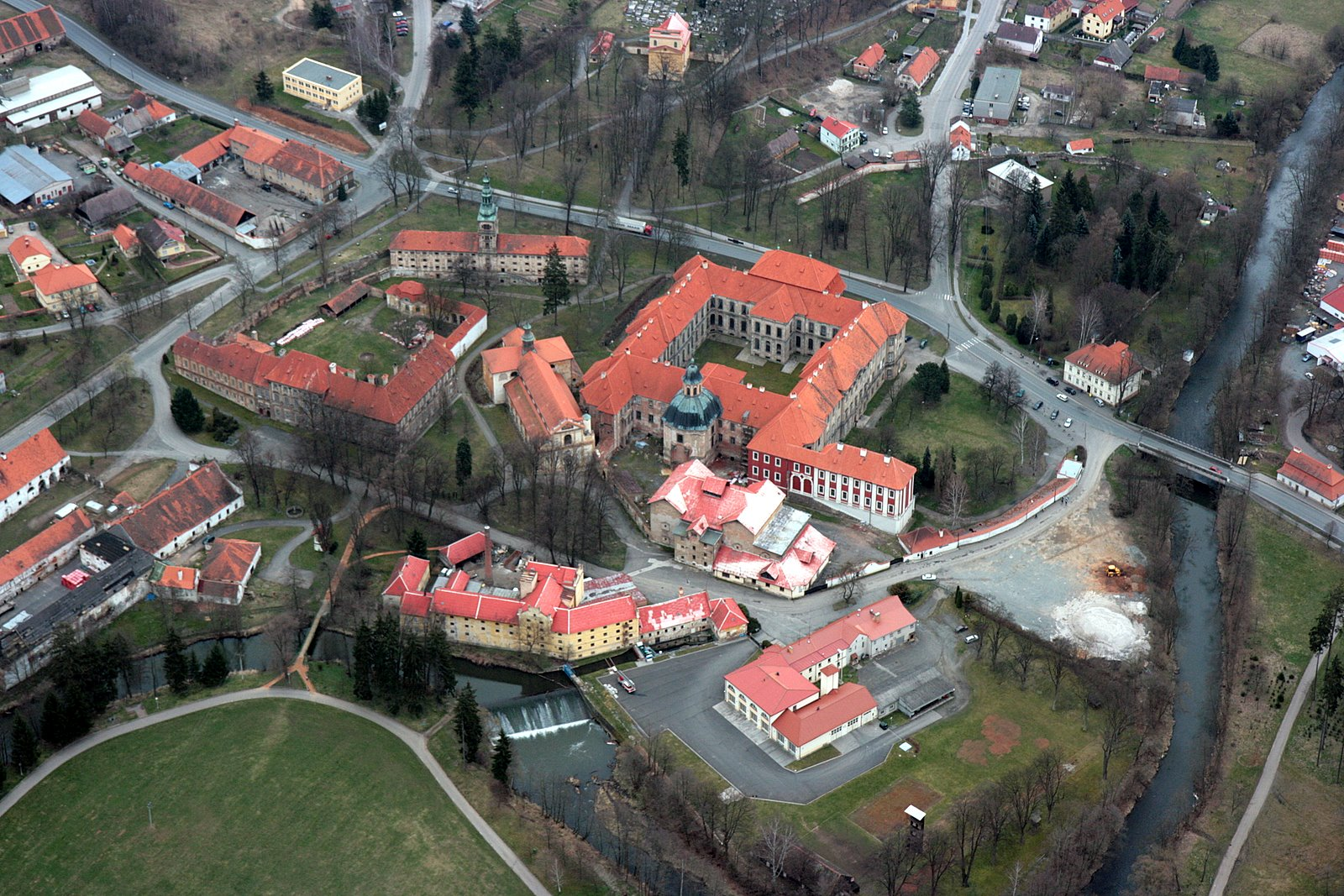
Střela u kláštera v Plasích

Střela pramení v Prachometech na úpatí Prachometského kopce (780 m n. m.) v Tepelské vrchovině nedaleko Toužimi, protéká náhorní plošinou v meandrech údolní nivou, protéká vodní nádrží Žlutice, Žluticemi, pod Chyšemi se hlouběji zařezává do terénu a získává charakter dravé bystřiny, v okolí Rabštejna nad Střelou vytváří výrazný kaňon, nad Plasy se tok opět zklidňuje a vlévá se zleva poblíž Liblína do Berounky. Výškový rozdíl mezi pramenem a ústím 413,95 m.
Prameniště Střely bylo narušeno novodobými melioračními zásahy v území a regulací toku (část toku je i zatrubněna), geografický pramen se nalézá na jihozápadním okraji Prachomet (50°0′26″ s. š., 12°56′58″ v. d., 705 m n. m.), ovšem mnohem známější a také vydatnější je dolní pramen na východním okraji Prachomet (683 m n. m.).

### Přítoky
levý/pravý, od pramene k ústí
- Toužimský potok (P)
- Útvinský potok (L)
- Přílezský potok (L)
- Číhanský potok (L)
- Bochovský potok (L)
- Luhovský potok (P)
- Jesínecký potok (L)
- Ratibořský potok (L)
- Borecký potok (P)
- Velká Trasovka (též Malá Střela) (L)
- Balkovský potok (L)
- Manětínský potok (P)
- Křečovský potok (P)
- Chladná (P)
- Mladotický potok (L)
- Hradišťský potok (L)
- Žebnický potok (též Táhlíček) (L)
- Lomanský potok (též Draženský potok) (P)
- Hlubočice (L)
- Kaznějovský potok (P)
- Nebřežinský potok (L)
- U Studánek (P)
- Luční potok (též Čečínský potok) (L)
- Kralovický potok (L)
- Bertinský potok (Dolec) (P)

## Vodní režim
Povodí Střely leží v oblasti s nízkým úhrnem průměrných ročních srážek, větší průtok má řeka na jaře, v letním období jsou průtoky velmi nízké. Mnohé přítoky a samotný horní tok řeky mohou v extrémně suchých letech zcela vyschnout. Stalo se tak například v roce 2015. V tomto období pak slouží k zajištění minimálního průtoku na středním a dolním toku vodní nádrž Žlutice, jejímž hlavním účelem je akumulace surové vody pro místní úpravnu vody. Průměrný roční průtok v ústí činí 3,20 m³/s, specifický odtok činí 3,47 l/s.
Průměrné dlouhodobé měsíční průtoky Střely (m³/s) ve stanici Plasy:
Hlásné profily:
| místo                | říční km | plocha povodí | průměrný průtok (Qa) | stoletá voda (Q100) |
| -------------------- | -------- | ------------- | -------------------- | ------------------- |
| Žlutice (VD Žlutice) | 68,30    | 215,70 km²    | 1,05 m³/s            | 110 m³/s            |
| Čichořice            | 52,67    | 393,36 km²    | 1,87 m³/s            | 174 m³/s            |
| Plasy                | 16,30    | 773,83 km²    | 2,99 m³/s            | 256 m³/s            |

## Využití

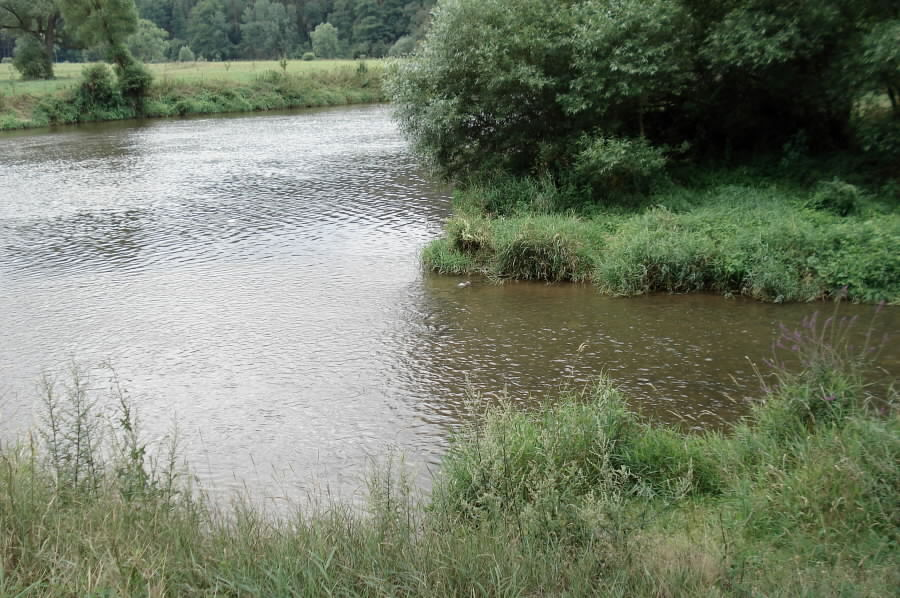
Soutok Střely (vpravo) a Berounky

Horní část toku s vodním dílem Žlutice je využívána jako zdroj pitné vody pro rozsáhlou oblast od Žatce ke Stříbru. Vodnost a výškový profil toku neumožňuje větší zisk vodní energie, přesto je zde několik malých vodních elektráren, největší je na vodním díle Žlutice (219 kW). V minulosti zde pracovala celá řada malých vodních mlýnů a pil.

### Mlýny
- Klášterní mlýn – Plasy, okres Plzeň-sever, kulturní památka

### Vodní díla
Zejména na horním toku je řada průtočných rybníků (např. Vacek, Mlýnský, Podzámecký, Na Soutoku). Na toku jsou dvě přehradní nádrže:
- Vodní nádrž Žlutice – vodárenská nádrž postavena v letech 1965–1968 s celkovou plochou 167,39 ha,
- Vodní nádrž Plasy.

### Vodáctví
Vodácky nejatraktivnější a nejznámější je dolní, cca 60 km úsek toku, od Žlutické přehradní nádrže. Tok je zde sjízdný jen výjimečně, při vyšším průtoku, alespoň 4 m³/s (též se využívá upouštění vody ze Žlutické přehradní nádrže). Horní splavný úsek má charakter rychle proudícího meandrujícího lužního toku (ZW B-C). Od Chyší získává postupně ráz dravé bystřiny s kamenitým až balvanitým řečištěm o šířce 5–8 m, největší peřeje jsou pod Rabštejnem (WW l-ll). Pod Plasy ubývá kamenitých peřejí a řeka vtéká do lesnatého údolí bez cest a lidských sídel. Jezů není mnoho, některé jsou rozvalené a sjízdné.